# Dějiny Ázerbájdžánu

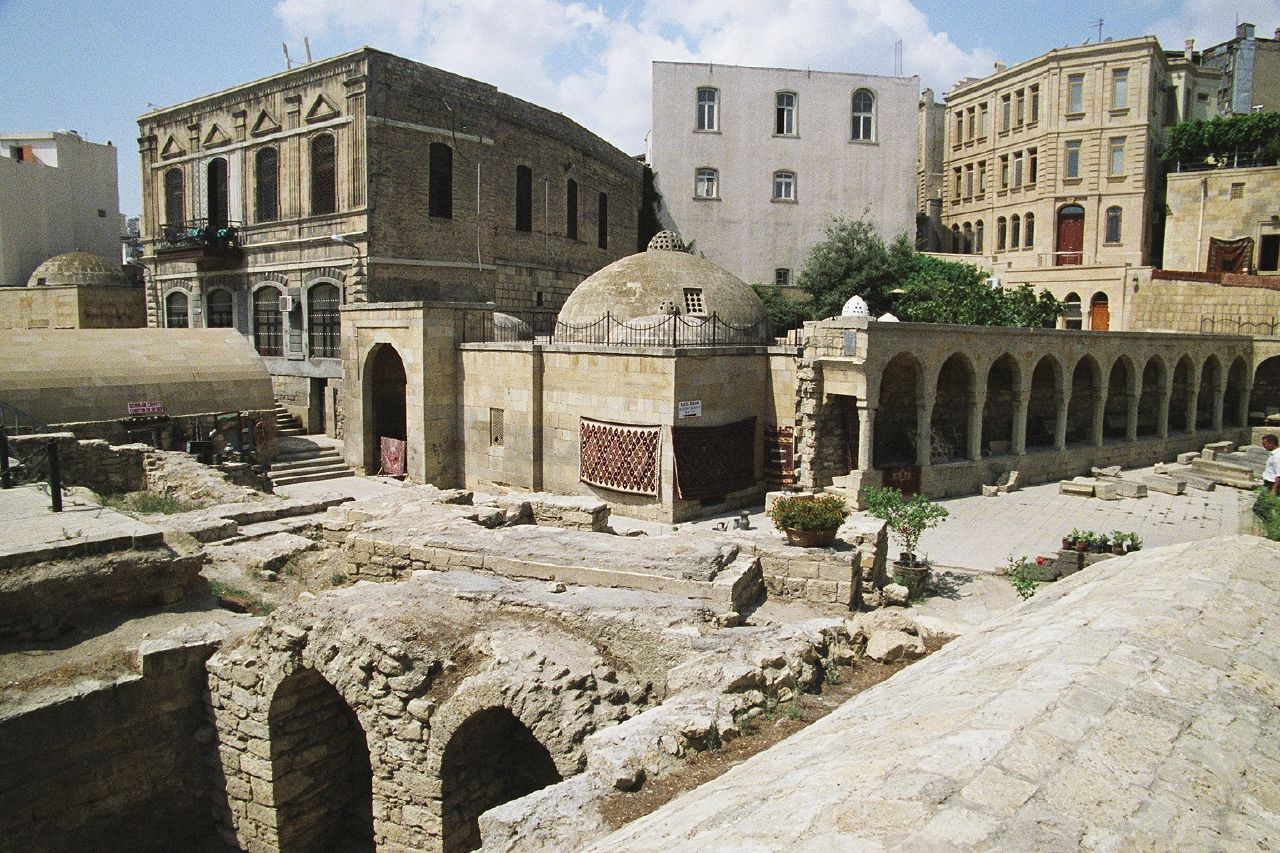
Staré město v Baku, se zachovalo z 12. století

Ázerbájdžán (ázerbájdžánsky Azərbaycan, cyrilice: Азәрбајҹан, perské písmo: آذربایجان) je největší a nejlidnatější země v Zakavkazí. Leží na pomezí východní Evropy a západní Asie, u Kaspického moře. Sousedí s Ruskem, Gruzií, Arménií, Íránem a (přes Nachičevanskou exklávu) s Tureckem.
28. května 1918 byla poprvé vyhlášena nezávislost Ázerbájdžánské republiky, která se posléze stala součástí Sovětského svazu. Po jeho rozpadu byl 23. srpna 1991 přijat zákon o svrchovanosti republiky a 30. srpna 1991 byla znovu vyhlášena její samostatnost. Z historického hlediska ovšem tato republika pokrývá pouze Ázerbájdžán severní, zatímco jeho jižní oblasti jsou součástí Íránu (zejména jde o provincie Západní Ázerbájdžán a Východní Ázerbájdžán).

## Starověk

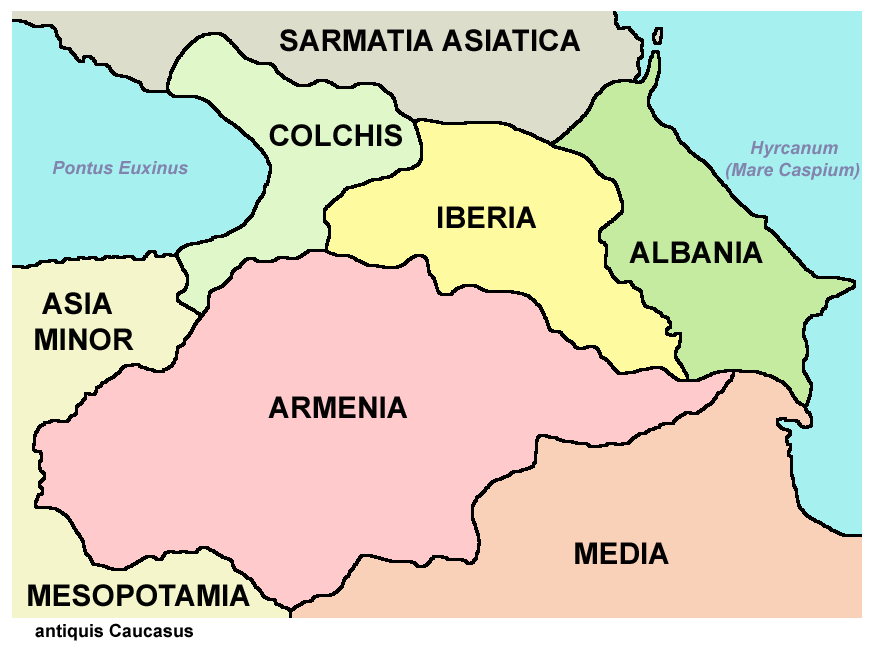
Starověký Kavkaz

V 9. až 6. století př. n. l. se zde nacházelo staroarménské království Urartu, 1. polovině 1. tisíciletí př. n. l. říše Mana. Oba státy byly v průběhu 7. - 6. století př. n. l. podmaněny Médskou říší, a které později ovládla perská dynastie Achaimenovců a říše Atropatena.
Na severu území od 1. století př. n. l. do 10. století existoval státní útvar pod názvem Kavkazská Albánie. O území usilovali Řekové, Římané i Peršané.
Ve 4. století se zde rozšířilo křesťanství a stalo se státním náboženstvím, ale v 7. století území dobyli Arabové a následovala násilná islamizace.[zdroj?]

## Středověk

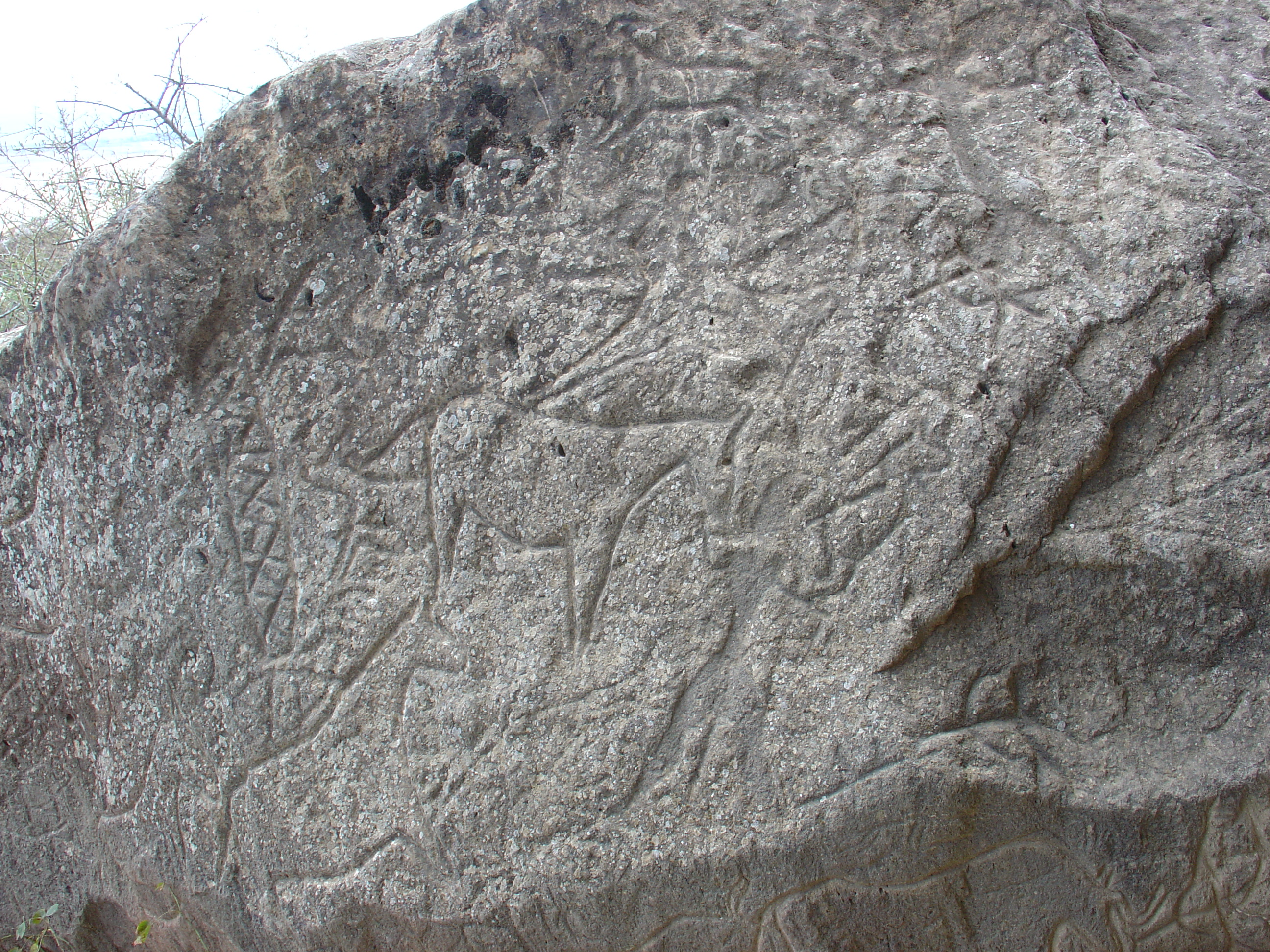
Skalní rytiny v Gobustanu jsou staré 4000 let

V průběhu 9. století až 16. století vznikala řada drobných knížectví, od 11. století do 14. století byla země zasažena vpády seldžuckých Turků a Mongolů. Vláda perské dynastie Safíovců v 16. století znamenala období rozkvětu, protože byla země zapojena do obchodních vztahů Perské říše.
Na počátku 17. století bylo území dnešního Ázerbájdžánu podmaněno Osmanskou říší.
V 18. století do vývoje oblasti zasáhlo Rusko, které se pokusilo obsadit pobřeží Kaspického moře s významným městem Baku.

## Novověk
Roku 1828 byla k Rusku připojena i severní část Ázerbájdžánu, zatímco jeho jižní část (nazývaný Íránský Ázerbájdžán) zůstala po rusko-perské válce součástí Íránu.
Rozvoj těžby ropy vedl k tomu, že od roku 1875 se v Baku (ropné centrum světového významu) rozvíjel kapitalistický výrobní systém rychleji než na ostatním území s agrárním hospodářstvím. V tomto období došlo ke vzniku ázerbájdžánského národního hnutí reagujícího na hospodářský a náboženský útlak.
Na počátku 20. století se vyostřily spory s Arménií, které roku 1905 vyvrcholily ozbrojenými srážkami, docházelo k rolnickým povstáním i k ozbrojenému boji proti ruské nadvládě.
Roku 1911 byla založena Muslimská demokratická strana Musavat, která se roku 1917 přejmenovala na Turkotatarskou demokratickou stranu federalistů - musavatistů.

## Moderní dějiny

### Období 1. světové války
Sovětská moc byla v Ázerbájdžánu nastolena 13. listopadu 1917. Vzápětí však byla ustavena společná vláda gruzínských, arménských a ázerbájdžánských národních stran (zakavkazský komisariát), který v březnu 1918 rozpustil zakavkazský sněm (tvořený zakavkazskými delegáty v ruském Ústavodárném shromáždění). Sněm zároveň schválil odtržení Zakavkazska od Ruské sovětské federativní socialistické republiky (RSFSR).
Na konci března 1918 vypuklo v Baku protisovětské povstání, které bolševici potlačili. V dubnu 1918 schválil zakavkazský sněm vznik Zakavkazské demokratické federativní republiky, kterou tvořily Gruzie, Arménie a Ázerbájdžán.
V důsledku odlišné zahraničně-politické orientace se ale republika rozpadla. Zároveň vznikla v Baku Rada lidových komisařů, tzv. Bakuská komuna, která získala moc v Baku i na části území státu.

### Vyhlášení první nezávislosti země
Po rozpadu Zakavkazské demokratické federativní republiky 28. května 1918 vyhlásila Muslimská rada nezávislou Ázerbájdžánskou republiku v čele s vládou musavatistů se sídlem v Gəncə.
Po rozpadu bakuské komuny byla v srpnu ustavena tzv. středokaspická diktatura, vláda bez komunistů, na jejíž žádost vstoupila do města britská armáda. V září 1918 se tato vláda stáhla do Íránu a Baku, které obsadila turecká armáda, se stalo sídlem musavatistícké vlády.
Po skončení 1. světové války se do Baku vrátila britská armáda až do srpna 1919.
15. ledna 1919 dohoda uznala nezávislost Ázerbájdžánské republiky, o dva měsíce později vypukl arménsko-ázerbájdžánský konflikt o Náhorní Karabach.
V dubnu 1920 obsadila Baku Rudá armáda a byla vyhlášena Ázerbájdžánská sovětská socialistická republika. Musavatisté se ještě pokusili o odpor, ale jejich povstání bylo potlačeno. V červenci 1920 vznikla Nachičevanská sovětská socialistická republika jako součást Ázerbájdžánské SSR.

### Období Sovětského svazu
V květnu 1921 byla přijata nová ústava a v březnu 1922 vznikla Zakavkazská sovětská federativní socialistická republika (FSSSR), která se v prosinci 1922 podílela na vytvoření Sovětského svazu.
Roku 1923 vznikla Náhorní karabašská autonomní oblast v rámci FSSSR pod správou Ázerbájdžánu. Roku 1924 se konstituovala Nachičevanská autonomní sovětská socialistická republika v rámci FSSSR. V prosinci 1936 byla obnovena Ázerbájdžánská SSR, jejíž vnitropolitický vývoj byl v souladu s vývojem v Sovětském svazu.

### Obnovení nezávislosti

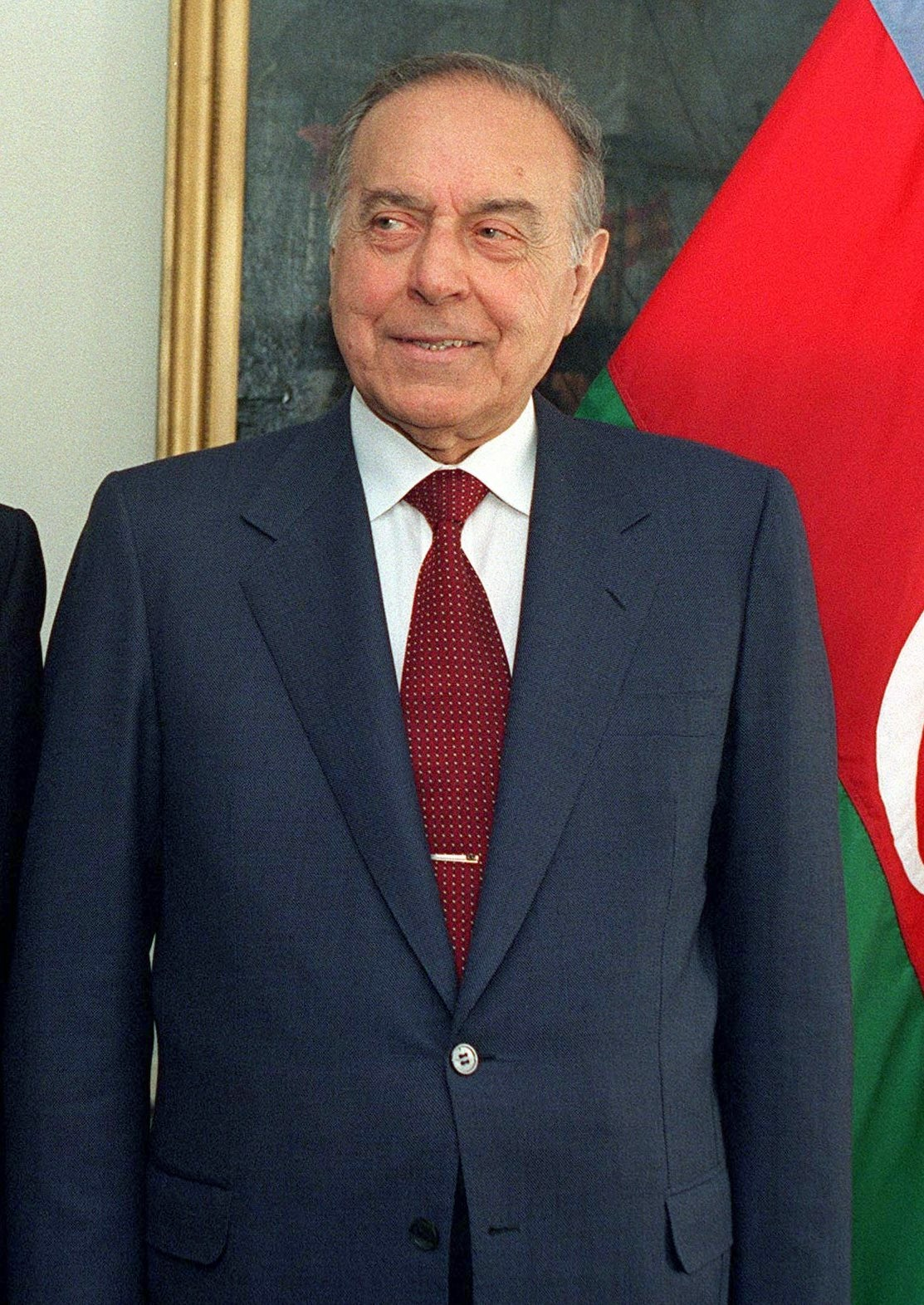
Prezident Hejdar Alijev se stal ikonou obnoveného samostatného státu

Po změnách v Sovětském svazu v polovině 80. let podobně jako v jiných oblastech se objevily v Ázerbájdžánu dlouho neřešené a násilně potlačované problémy. Jedním z nich, který trvá do současnosti a vyžádal si již několik tisíc obětí, je problém Náhorní karabašské oblasti. Jeho podstata spočívá v tom, že oblast je osídlena obyvatelstvem arménského původu, ale je součástí Ázerbájdžánské republiky, a zároveň se jedná o nevyhlášenou válku mezi muslimy (Ázerbájdžánci) a křesťany (Arméni). Konflikt byl komplikován zásahy ze strany Sovětského svazu, vyhlášením výjimečného stavu, pogromy proti obyvatelům opačné národnosti, jejich útěkem, stávkami a demonstracemi v obou republikách. Obě země podepsaly několik dohod o příměří (mj. 19.2. 1992 v Soči), ale místní konflikty pokračovaly i nadále.
V květnu 1990 Nejvyšší sovět (v listopadu přejmenovaný na Nejvyšší medžlis) zvolil prezidentem Ajaza Mutalibova. V září 1990 se v zemi konaly volby za účasti více stran, ve kterých zvítězili komunisté. V únoru došlo ke změně názvu státu na Ázerbájdžánskou republiku.
V březnu 1991 se v referendu 95% hlasujících vyjádřilo pro zachování Sovětského svazu. V prosinci 1991 se v Alma-Atě republika stala zakládajícím členem SNS.
Demonstrace a nátlak opozice vedly k odstoupení Ajaza Mutalibova a 3. března 1992 se prezidentské funkce ujal J. Mamedov.
V květnu 1992 se stoupenci Ajaza Mutalibova pokusili převzít moc. A. Elčibej, později zvolený, od června 1993 funkci nevykonával.
V prezidentských volbách 3. října 1993 zvítězil do té doby úřadující prezident Hejdar Alijev. Ve volbách 12. listopadu 1995 se voliči vyslovili pro přijetí nové ústavy a podpořili prezidentskou stranu Nový Ázerbájdžán. Roku 2003 ve věku 80 let v důsledku těžké a dlouhodobé nemoci zemřel Hejdar Alijev - třetí prezident nezávislého Ázerbájdžánu. Epocha velkého státníka, diplomata a politika, jehož působení začalo již za Stalina, skončila.
Na jeho místo nastoupil jeho syn Ilham Alijev, který je dosud ve funkci.